# Sternrußtau
Sternrußtau (Diplocarpon rosae), auch Schwarzfleckenkrankheit genannt, ist ein Schlauchpilz, der eine der häufigsten Pilzkrankheiten der Rose verursacht, jedoch keine anderen Pflanzen befällt.
Die Blätter zeigen zunächst runde, schwarzbraune Flecken, die sich oft sternförmig ausbreiten. Die befallenen Blätter vergilben und fallen schließlich ab. Hierdurch wird die Assimilation eingeschränkt, was eine Schwächung der Pflanze bedeutet. Blattlose Pflanzen bringen kaum neue Blüten hervor, neue Triebe können kein Holz bilden und reifen nicht aus, was eine verminderte Frosthärte zur Folge hat.
Verursacht wird die Krankheit durch im Boden überwinternde Pilzsporen, die oft durch auftreffendes Gieß- oder Regenwasser auf die Rose gespritzt werden, wo sie sich je nach Empfindlichkeit der Sorte mehr oder weniger stark ausbreiten.

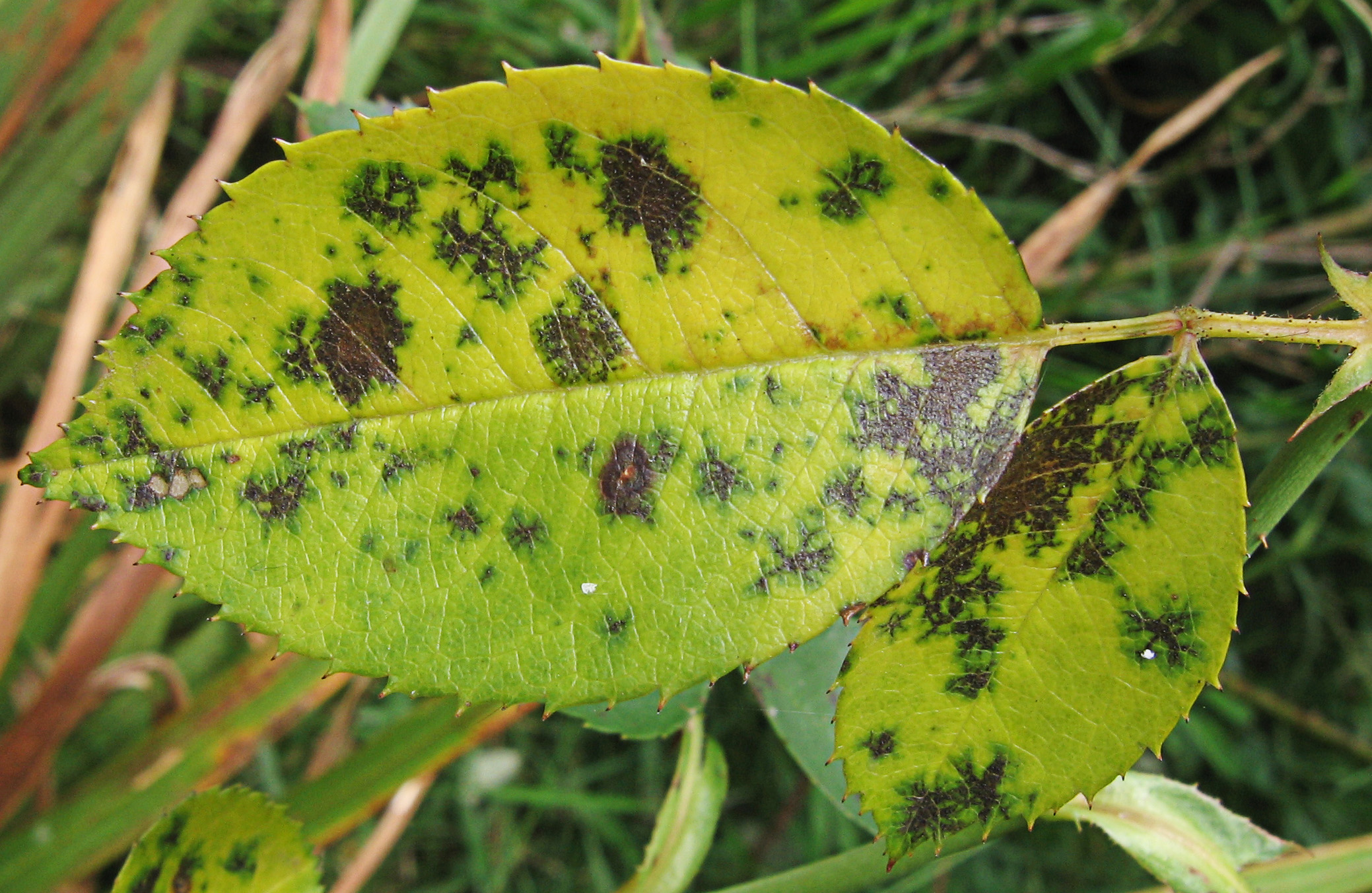
Befallene Rosenblätter

Um einer Erkrankung vorzubeugen, ist es wichtig, durch eine entsprechende Nährstoffversorgung die Widerstandskraft der Pflanze zu erhöhen. Da der Befall nur schwer zu bekämpfen ist, empfiehlt es sich, dass die Pflanzen schon ab Mai vorbeugend gespritzt werden. Beim Gießen muss darauf geachtet werden, dass nur an die Wurzel gegossen wird, um dem Pilz kein feuchtes Klima auf den Blättern zu bieten.
Ist die Pflanze erkrankt, muss sie mit einem geeigneten Spritzmittel behandelt werden. Kranke Blätter sowie befallene Triebe sind zu entfernen und in der Mülltonne zu entsorgen, um eine Ausbreitung der Infektion zu verhindern.
Neben der Anwendung von Pflanzenschutzpräparaten empfiehlt sich auch das Abspritzen der Rosen mit Schachtelhalmtee. Ab Frühjahr sollte man die Rosen regelmäßig mit ausgegorener Brennnesseljauche gießen und den Boden mit Holzasche der Buche bestreuen.

## Belege